# Chen Lei (politico 1954)
Chen Lei (cinese semplificato: 陈雷; Pechino, 20 giugno 1954) è un politico cinese, ministro delle risorse idriche nel governo guidato da Li Keqiang.

## Biografia
È in carica dal 2007, anno in cui è stata designata a capo dell'importante dicastero al posto di Wang Shucheng, nel quadro di un piano generale di rinnovamento della leadership cinese messo in atto dal primo ministro dell'epoca Wen Jiabao.
Chen Lei è stato quindi confermato nel marzo del 2013 come ministro delle risorse idriche anche dal successore e attuale primo ministro cinese Li Keqiang.